# Ewerthon
Ewerthon, mit vollem Namen Henrique Ewerthon de Souza (* 10. Juni 1981 in São Paulo), ist ein ehemaliger brasilianischer Fußballspieler. In Deutschland wurde er durch seine Zeit bei Borussia Dortmund und beim VfB Stuttgart bekannt. Mit den Dortmundern wurde er 2002 deutscher Meister, wobei er am letzten Spieltag den entscheidenden Treffer erzielte.

## Karriere
Ewerthon begann seine Karriere in São Paulo beim Stadtteilklub Roque de Morais, wechselte aber schon im Alter von sieben Jahren zum großen Stadtklub SC Corinthians. Nach kurzer Zeit beim Rio Branco EC wechselte er zurück zu Corinthians.
In der laufenden Saison 2001/02 wechselte der siebenmalige brasilianische Nationalspieler für etwa 7,1 Millionen Euro in die Fußball-Bundesliga zu Borussia Dortmund. Gleich in seiner ersten Saison in Deutschland gewann er mit Dortmund die deutsche Fußballmeisterschaft. Dabei erzielte er am letzten Spieltag gegen Werder Bremen kurz nach seiner Einwechslung das Tor zum 2:1-Sieg über Werder Bremen und somit den entscheidenden Treffer zur Meisterschaft. Im selben Jahr wurde auch das UEFA-Pokal-Finale erreicht, welches jedoch unglücklich gegen Feyenoord Rotterdam mit 2:3 verloren ging. Ewerthon stand dabei in der Startformation und wurde in der 62. Minute für Otto Addo ausgewechselt.
In seiner Dortmunder Zeit gelangen ihm insgesamt 47 Tore und 17 Vorlagen in 119 Ligaspielen. Hinzu kommen 3 Tore in 7 DFB-Pokal-Spielen sowie 4 Tore in 27 Europapokaleinsätzen. Seine persönlich erfolgreichste Saison war dabei die Saison 2003/04, als er mit 16 Toren und gemeinsam mit Jan Koller der erfolgreichste Torschütze der Borussia war. In derselben Saison wurde er auch 14-mal ausgewechselt, dies bedeutete ebenfalls Saison-Rekord bei Borussia Dortmund. Allerdings wurde in der Saison mit Platz 6 in der Bundesliga die Teilnahme am europäischen Wettbewerb verpasst.
Im Juli 2005 wechselte er für ca. 3,5 Millionen Euro in die spanische Primera División zu Real Saragossa, da sich Borussia Dortmund damals in einer schwierigen finanziellen Situation befand. Durch den Transfererlös und das eingesparte Gehalt für Ewerthon sollte der finanzielle Spielraum der damals angeschlagenen Borussia verbessert werden. Für Saragossa gelangen ihm in 111 Spielen 48 Tore, was somit seine persönlich beste Torquote für eine Vereinsmannschaft bedeutet. Zudem konnte er mit Saragossa 2006 ins Finale der Copa del Rey einziehen, dieses wurde allerdings mit 4:2 gegen Espanyol Barcelona verloren.
Zur Saison 2007/08 wurde er für eine Leihgebühr in Höhe von 1,2 Millionen Euro für ein Jahr an den damals amtierenden deutschen Meister VfB Stuttgart ausgeliehen. Der VfB sicherte sich eine Kaufoption, um Ewerthon langfristig an den Verein zu binden. Hier konnte er aber nicht mehr an seine erfolgreiche Zeiten bei Borussia Dortmund und Real Saragossa anknüpfen, in elf Spielen gelang ihm lediglich ein Tor und eine Vorlage.
Aufgrund der schwachen Leistungen in der Hinrunde wurde der Leihvertrag bereits in der Winterpause der 2007/08 zwischen Saragossa und dem VfB aufgelöst und Ewerthon wurde für den Rest der Saison von Saragossa zu Espanyol Barcelona weiter verliehen. Der Leihvertrag verbot einen Einsatz von Ewerthon im direkten Duell der beiden Vereine in der Primera División.
Nachdem sein Leihvertrag abgelaufen war, kehrte er zu Real Saragossa zurück und in der Saison 2008/09 gelangen ihm in 36 Ligaspielen herausragende 28 Tore. An diese Leistung konnte er in der Saison 2009/10 nicht mehr anknüpfen, in der Hinrunde gelangen ihm lediglich 2 Tore in 11 Spielen und so verließ er Saragossa in der Winterpause der Saison 2009/10 endgültig.
Am 22. Februar 2010 wechselte Ewerthon zur SE Palmeiras. Nach knapp einem Jahr bei Palmeiras wurde am 7. Januar 2011 bekannt, dass Ewerthons Vertrag bei Palmeiras in beiderseitigem Einverständnis aufgelöst wurde. Am 16. Juli 2011 unterschrieb Ewerthon einen Einjahresvertrag bei Terek Grosny in der russischen Premjer-Liga. Nach einem halben Jahr wechselte er zum Al-Ahli SC nach Katar. Ebenfalls ein knappes halbes Jahr später kehrte er nach Brasilien zum Zweitligisten América Mineiro zurück. Dort spielte er bis zum Ende des Jahres. Nach einem Jahr ohne Verein lief er Anfang 2014 für CA Sorocaba in der Staatsmeisterschaft von São Paulo auf. Seitdem ist er wieder vereinslos und hat inzwischen seine Karriere beendet.

## Nationalmannschaft
Insgesamt bestritt Ewerthon zwischen Juli 2001 und Juli 2003 sieben A-Länderspiele für die brasilianische Fußballnationalmannschaft. Ein Tor gelang ihm dabei jedoch nicht. Für die beiden in die Zeit fallenden Turniere, der FIFA-Konföderationen-Pokal 2001, der mit dem vierten Platz für Brasilien endete, und die Fußball-Weltmeisterschaft 2002, bei der Brasilien den WM-Titel gewann, wurde er nicht nominiert.
Mit der brasilianischen U20-Nationalmannschaft konnte er hingegen 2001 die U-20-Fußball-Südamerikameisterschaft gewinnen. Dabei wurde er mit sechs Toren gemeinsam mit Adriano Torschützenkönig des Turniers.

## Spielweise
In seiner Blütezeit galt der Brasilianer als dribbelstark, extrem schnell und abschlussfreudig. Der beidfüßige Offensivspieler wurde flexibel als hängende Spitze, als Rechts- oder Linksaußenspieler oder im Zentrum eingesetzt.

## Erfolge
Nationalmannschaft
- U-20-Fußball-Südamerikameister: 2001 mit Brasilien
- Torschützenkönig der U-20-Fußball-Südamerikameisterschaft 2001 mit sechs Toren (gemeinsam mit Adriano)[7]

Vereine
- Campeonaro Paulista: 1998/99 mit Corinthians São Paulo
- Deutscher Meister: 2001/02 mit Borussia Dortmund
- UEFA-Pokal-Finalist: 2001/02 mit Borussia Dortmund
- Copa-del-Rey-Finalist: 2005/06 mit Real Saragossa